# Diplocentria mediocris
Diplocentria mediocris là một loài nhện trong họ Linyphiidae.
Loài này thuộc chi Diplocentria. Diplocentria mediocris được Eugène Simon miêu tả năm 1884.